# Bolinder-Munktell 350 Boxer

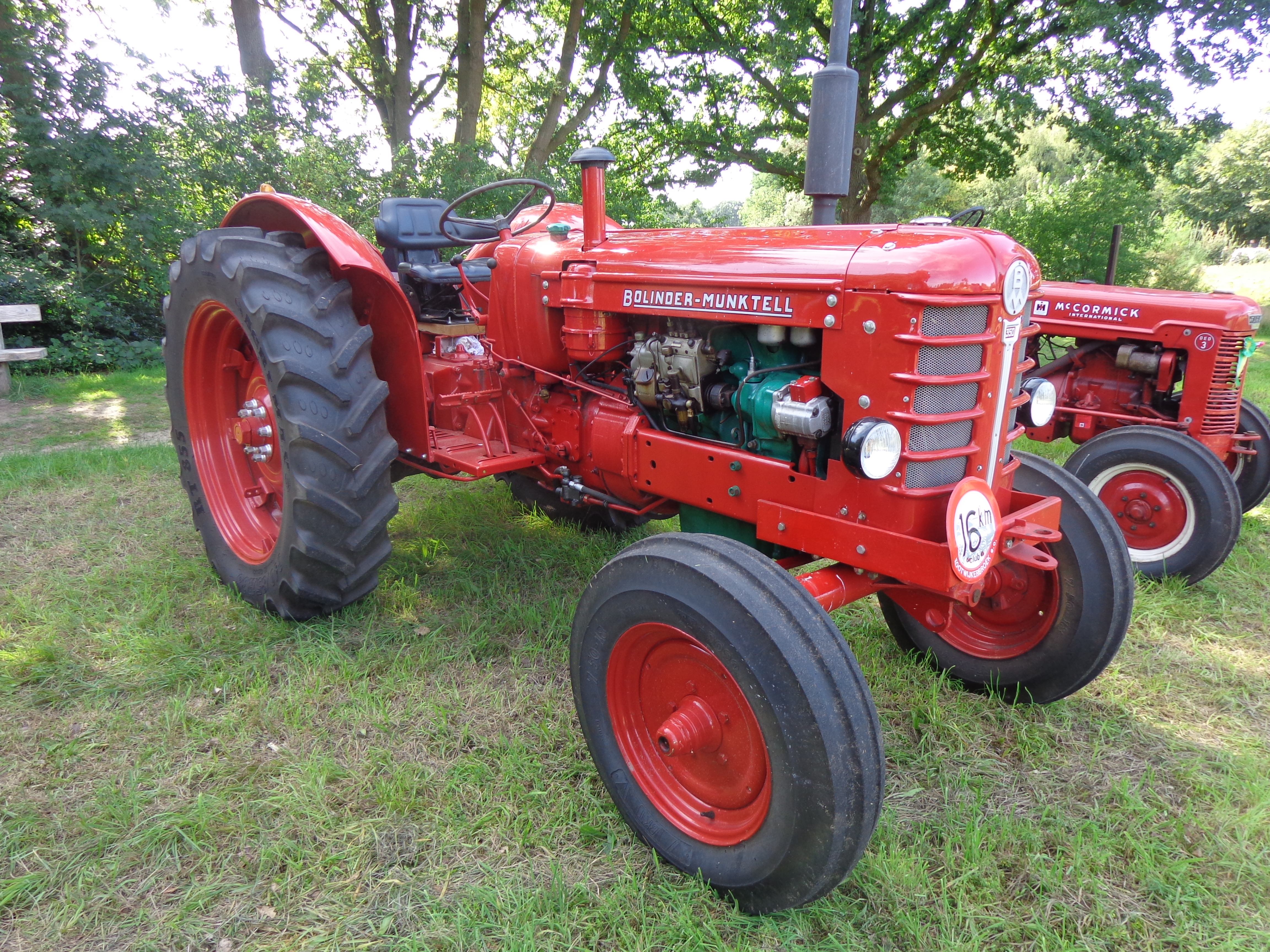
Bolinder-Munktell 350 Boxer utan hytt

Bolinder-Munktell 350 Boxer var en tvåhjulsdriven traktor som under åren 1959-1967 tillverkades i 28 039 exemplar av AB Bolinder-Munktell. Den blev den mest tillverkade traktorn i BM:s historia. Ursprungligen såldes den dels som Bolinder-Munktell BM Boxer, dels som Volvo T 350, men i början av 1960-talet infördes ett gemensamt varumärke och namnet blev BM-Volvo T 350 Boxer.
Boxern hade en mycket bränslesnål trecylindrig dieselmotor på cirka femtiofem hästkrafter. Den var i princip identisk med BM 35/36:s motor fast modernare. Den blev ett mycket uppskattat arbetsredskap som både fick uppfylla jord- och skogsbrukets behov i Sverige. Transmissionen var en växellåda med fem växlar och back, vilket kombinerat med hög- och lågväxel gav totalt tio växlar framåt och två bakåt. Boxern hade även differentialspärr. De första två produktionsåren var den utrustad med Cresco hydraulsystem vilket inte var så bra. Sedermera ersattes det med det för tiden moderna hydraulsystemet Terra Trol (ungefär jordkontroll) för reglering av trepunktslyften. Boxer hade även kombinerade oberoende / drivhjulsberoende kraftuttag, vilket gjorde den väl anpassad att dra till exempel en treskärig plog, eller en bogserad skördetröska. Traktorn gick även att få med hitchkrok. Tillsammans gjorde alla dessa saker att traktorn var väldigt modern för sin tid.
Modellnumret 350 kommer från antalet cylindrar (3) kombinerat med den ungefärliga toppeffekten (50). De enda andra BM-modeller som detta gäller för är Bolinder-Munktell BM 425 Terrier, Bolinder Munktell 230 Victor och BM-Volvo T 470 Bison.

## Varianter
Bolinder-Munktell kom under årens lopp att använda traktorn som bas för en mängd olika arbetsfordon, bland annat baklastaren LM 218, dumpern "Grus-Kalle" och skotaren "Timmer-Kalle". 
Boxern såldes förutom i jordbruksversion även som gulmålad industritraktor utan trepunktslänkage och hitchkrok. Försvarsmakten köpte ett större antal specialanpassade traktorer för användning som terränggående dragare av kraftuttagsdrivna vagnar.
Ytterligare en tillämpning av traktormodellen var skotaren SM 360, som togs fram av den svenska skogsmaskinstillverkaren ÖSA. ÖSA byggde även om vanliga jordbrukstraktorer till skogsmodeller med halvbanddrift.
Det gjordes två prototyper av jordbrukstraktorn som var fyrhjulsdrivna (1959), drivningen till framaxeln kom från det drivhjulsberoende kraftuttaget via en växellåda till en kardanaxel under traktorn. Båda finns bevarade. 

## Tekniska data[3]
- Tillverkningsår: 1959-1967

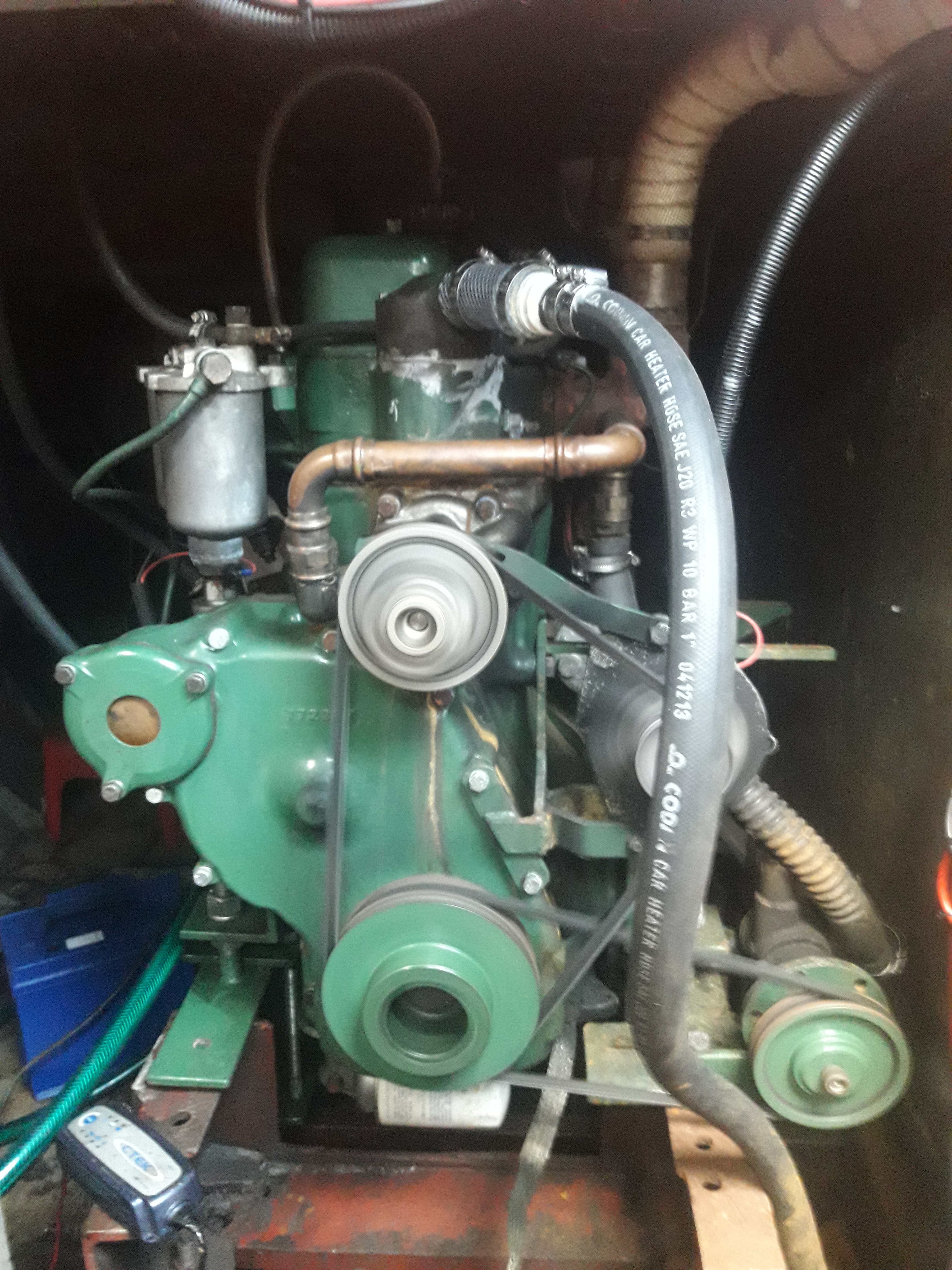
Bolinder-Munktell BM 1113 monterad som fartygsmotor

- Motor: BM 1113, 3-cylindrig 4-takts dieselmotor för motorbrännolja
- Motoreffekt: 56 hp, 1 800 r/min
- Transmission/hastighet: 10 fram, maxfart 28 km/h. 2 back, maxfart 7 km/h
- Bränsletank: 65 L
- Kylsystem: 14 L
- Vikt: 2 370 kg